# Nižnejansk
Nižnejansk (in lingua russa Нижнеянск) è un insediamento di tipo urbano situato nel distretto di Ust'-Janskij ulus in Sacha-Jacuzia, in Russia, al delta del fiume Jana. Si trova al di sopra del Circolo polare artico, nel delta della Jana, 581 km a nord di Deputatskij, il centro amministrativo dell'ulus.
La città negli ultimi tredici anni ha avuto un grande calo demografico: 264 abitanti nel 2016, nel 2002 ne contava 701, mentre nel 1989 contava 2 502 abitanti.
Nižnejansk è stato dapprima un punto di sosta per le merci importate lungo la rotta dei mari del nord 1936); la costruzione di un grande porto fluviale è iniziata nel 1954; ha ricevuto lo status di insediamento urbano nel 1958.
La località è dotata di un piccolo aeroporto (Codice ICAO: UEBN)